# Jerry Cantrell
Jerry Fulton Cantrell Jr. (Tacoma, Washington, 18. ožujka 1966.) američki je glazbenik, pjevač, kantautor i gitarist najpoznatiji kao osnivač rock sastava Alice in Chains, u kojem je jedan od pjevača, glavni gitarist i glavni autor pjesama. Grupa je postala poznata diljem svijeta početkom 1990-ih, u vrijeme grunge pokreta u Seattleu, te je poznata po svojem istaknutom vokalnom stilu i harmoniziranim vokalima koje su izvodili Cantrell i Layne Staley (a kasnije Cantrell i William DuVall). Cantrell je postao jedan od glavnih pjevača 1992. godine na EP-u Sap Alice in Chainsa. Nakon Staleyjeve smrti 2002. godine Cantrell je preuzeo ulogu glavnog pjevača Alice in Chainsa na većini skladbi koje su se našle na kasnijim albumima: Black Gives Way to Blue (iz 2009.), The Devil Put Dinosaurs Here (iz 2013.) i Rainier Fog (iz 2018.). DuVall pjeva u harmoniji s njim na novim pjesmama te na koncertima pjeva Staleyjeve dionice na starijim pjesmama.
Također ima i samostalnu karijeru te je objavio albume Boggy Depot (iz 1998.) i Degradation Trip Volumes 1 & 2 (iz 2002.), a treći će studijski album Brighten objaviti 29. listopada 2021. Cantrell je surađivao i nastupao s Heartom, Ozzyjem Osbourneom, Metallicom, Panterom, Circus of Powerom, Metal Churchom, Gov't Muleom, Damageplanom, Pearl Jamom, The Cultom, Stone Temple Pilotsom, Danzigom, Glennom Hughesom, Duffom McKaganom i Deftonesom, među ostalima.
Cantrellu je britanski hard rock/metal časopis Metal Hammer 2006. godine dodijelio titulu "Riff Lord" (Gospodar rifova). Guitar World Magazine 2004. ga je godine postavio na 38. mjesto ljestvice "100 najboljih heavy metal gitarista svih vremena", dok ga je 2012. postavio na 37. mjesto popisa "Najboljih gitarista svih vremena". Guitar World također je 2008. godine uvrstio Cantrellovu solističku dionicu na pjesmi "Man In The Box" na 77. mjesto svojega popisa "100 najboljih gitarističkih solodionica".
Pridonio je glazbi za filmove Nepodnošljivi gnjavator (iz 1996.) i John Wick 2 (iz 2017.) te za strip Dark Nights: Metal (2018.). Pojavio se u filmovima Jerry Maguire (iz 1996.), Rock Slyde (iz 2009.) i Deadwood: Film (iz 2019.). Cantrell je također glumio u pseudodokumentarnim filmovima The Nona Tapes (iz 1995.) i AIC 23 (iz 2013.) Alice in Chainsa.

## Životopis

### Rani život
Cantrell se 18. ožujka 1966. godine rodio u Tacomi, Washingtonu; njegovi su majka i otac Gloria Jean Krumpos i Jerry Fulton Cantrell. Odrastao je u Spanawayu i najstarije je od troje djece. Njegov je otac ratni veteran, a njegova majka bila je amaterska orguljašica i sviračica melodike koja je radila kao administrativna asistentica u Clover Park School Districtu u Pierce Countyju, Washingtonu.
Njegova je baka s majčine strane bila Norvežanka, dok je njegov djed s majčine strane bio Čeh.
Nakon što je Cantrell naučio pisati, svoj je životni cilj napisao u knjizi My Book About ME Dr. Seussa tako što je rečenicu "Kad odrastem želim biti..." dovršio riječima "rock zvijezda".
Cantrellov otac, Jerry Sr., ratni je veteran koji se borio u Vijetnamskom ratu. Najranije sjećanje iz djetinjstva Jerryja Juniora bilo je upoznavanje oca nakon njegova povratka iz rata, kad je imao tri godine. Njegovi su se roditelji rastali kad je imao sedam godina zbog ratnih opterećenja te su Cantrella u Tacomi odgojile njegova majka, Gloria, i njegova baka s majčine strane. Obitelj je živjela od socijalne pomoći i bonova za hranu. Njegov je otac glavni lik u skladbi "Rooster", koju mu je Cantrell napisao u počast, te se njegova majka Gloria također imenom pojavljuje u pjesmi. Otac i sin također su se zajedno pojavili u glazbenom spotu za "Rooster", u kojem se Jerry Sr. prisjeća rata.
Cantrell se preselio sa svojom majkom u Spanaway gdje je pohađao niže razrede srednje škole. Njegov prvi posao bilo je raznošenje novina.
Cantrell je kasnije pohađao srednju školu Spanaway Lake High School, te je, prije nego što je dobio svoju prvu gitaru, bio član srednjoškolskog zbora koji je išao na mnoga državna natjecanja. Cantrell je tijekom posljednje godine srednje škole postao predsjednik zbora, kvartet je pjevao himnu SAD-a na košarkaškim utakmicama i pobjeđivao na natjecanjima s najvišim ocjenama. Cantrell je naveo da je njegovo zanimanje za mračnije glazbene tonove počelo već u to vrijeme: "U zboru smo pjevali gregorijanske korale iz 14. i 15. stoljeća a cappella. Bila je to jeziva crkvena glazba." Njegovi su zborski i dramski učitelj bili njegova dva najveća motivatora za glazbenu karijeru. Kad je prvi album Alice in Chainsa postigao zlatnu nakladu, Cantrell je poslao zlatnu ploču obojici učitelja. Završio je srednju školu 1984. godine.
Cantrell je prvi put počeo svirati gitaru kad je išao u šesti razred. U to je vrijeme svirao klarinet, a njegova je majka bila u vezi s gitaristom koji je Cantrellu posudio svoju gitaru i naučio ga nekoliko akorda. Cantrell je brzo učio i impresionirao majčinog dečka, koji joj je predložio da bi trebala kupiti gitaru svom sinu, te mu je tako kupila akustičnu gitaru. Međutim, tek će u 17. godini Cantrell početi ozbiljno svirati električnu gitaru. Cantrell je naučio svirati gitaru koristeći se sluhom dok je imitirao svoje heroje. Sredinom svojih tinejdžerskih godina na buvljaku je kupio svoju prvu gitaru, korejski model Fender Stratocastera.
Njegova baka s majčine strane, Dorothy Krumpos, umrla je u listopadu 1986. godine od raka, a njegova je majka Gloria umrla u kolovozu 1987. godine od raka gušterače u dobi od 43 godine, kad je Cantrell imao 21 godinu. Njegovi su se prijatelji prisjetili da je Cantrell pao u depresiju i postao potpuno drugačija osoba nakon što su mu majka i baka umrle u tako kratkom vremenu.
Prvi album koji je Cantrell posjedovao bio je Elton John Greatest Hits (iz 1974.), što je bio očev poklon kad je imao 10 godina. U intervjuu je napomenuo da je "odrastao na countryju" i da se divi emociji koju taj žanr prikazuje. Također se smatra "napola jenkijem i napola redneckom". Međutim, hard rock glazba najviše ga je počela zanimati. Kasnije će kao glavne utjecaje navesti gitariste poput Jimija Hendrixa, Acea Frehleyja, Tonyja Iommija, Angusa Younga, Jimmyja Pagea, Glenna Tiptona, K.K. Downinga, Davida Gilmoura, Nancy Wilson, i Eddieja Van Halena, kao i Eltona Johna i sastave Fleetwood Mac, Heart i Rush kao svoje rane skladateljske idole. Cantrell je također komentirao kako je i Soundgarden uvelike utjecao na njega.

### Rana karijera
Cantrell je 1985. otišao na fakultet tijekom zimskog semestra, ali ga je odlučio napustiti te se preselio u Dallas, Teksas kako bi se pridružio skupini s nekolicinom prijatelja.
Cantrell je u području Dallasa i Houstona radio na uklanjaju azbesta. Također je radio u glazbenoj prodavaonici Arnold and Morgan Music Company. Dok je radio u prodavaonici, Cantrell je kupio ono što je opisao kao svoju prvu "pravu gitaru", G&L Rampage iz 1984. godine. U to je vrijeme bio u grupi Sinister s Vinniejem Chasom (iz Pretty Boy Floyda). Kasnije su osnovali novi sastav pod imenom Raze.
Dok je živio u Dallasu, Cantrell je upoznao članove ranije inačice Pantere i započeo dugogodišnje prijateljstvo s braćom Dimebagom Darrellom i Vinniejem Paulom.
Cantrell se 1985. ili 1986. preselio natrag u Tacomu i osnovao je skupinu Diamond Lie, koju su uz njega činili pjevač Scott Damon, bubnjar Bobby Nesbitt i basist Matt Muasau. Sastav je počeo održavati koncerte u Tacomi i Seattleu, pokušavajući tako dobiti ugovor za snimanje albuma, te je snimio demouradak od četiri pjesme u studiju London Bridge Studio.
Kad je Cantrellu bilo 20 godina, radio je nekoliko poslova s nepunim radnim vremenom kako bi platio stanarinu, a jedan od njih uključivao je bacanje kutija smrznute ribe u skladište. Svoje je slobodno vrijeme provodio svirajući gitaru i odlazeći na probe sa svakom skupinom koju je mogao naći.
Tri tjedna nakon smrti njegove majke 11. travnja 1987. godine Cantrell je otišao na nastup grupe Alice N' Chains u Tacoma Little Theatreu te ga je impresionirao glas glavnog pjevača, Laynea Staleyja. Diamond Lie održao je svoj posljednji koncert u srpnju 1987.
Cantrell je upoznao Laynea Staleyja, tada pjevača Alice N' Chainsa, na tulumu u Seattleu u kolovozu 1987. godine. Bio je beskućnik nakon što je bio protjeran iz obiteljske kuće, pa je Staley pozvao Cantrella da živi s njim u studiju za probe "The Music Bank". Alice ‘N Chains razišao se ubrzo nakon što se Cantrell preselio k Staleyju u Music Bank.
Cantrell je želio osnovati novu grupu i Staley mu je dao telefonski broj Melinde Starr, djevojke bubnjara Seana Kinneyja, kako bi Cantrell mogao popričati s njim. Cantrell je nazvao broj i dogovorio sastanak s Kinneyjem. Kinney i njegova djevojka otišli su u Music Bank i poslušali Cantrellove demouratke. Cantrell je napomenuo da im je potreban basist za probe i da je imao nekoga na umu: Mikea Starra, s kojim je Cantrell svirao u sastavu Gypsy Rose u Burienu. Kinney je pokazao na svoju djevojku i izjavio: "To je baš čudno jer je to njegova sestra". Kinney je nazvao Starra te je par dana kasnije svirao s njim i Cantrellom u Music Banku. Međutim, još uvijek nisu imali pjevača.
Staley je već počeo okupljati novu skupinu, ali su Cantrell, Starr i Kinney željeli da on bude njihov pjevač. Kako bi mu to dali do znanja, započeli su audiciju na koju su pred Staleyjem dolazili vrlo loši pjevači. Posljednja slamka za Staleyja bila je kad su na audiciju pozvali mušku striptizetu – nakon toga se odlučio pridružiti grupi. Staley, koji je u to vrijeme bio Cantrellov cimer, pristao se pridružiti pod uvjetom da se Cantrell pridruži njegovom funk projektu (koji je ubrzo prestao postojati) te se tako Staley trajno pridružio Cantrellovoj skupini. Sastav je nosio imena kao što su "Mothra", "Fuck" i "Diamond Lie", od čega je potonje bilo ime Cantrellove prethodne grupe.
Diamond Lie bio je zapažen u području Seattlea te je na koncu preuzeo ime Staleyjeve prethodne skupine, Alice N' Chains, a onda se preimenovao u Alice in Chains.
Cantrell je 1988. godine otišao na koncert Guns N' Rosesa u Seattle Centeru i sa sobom je uzeo demouradak Alice in Chainsa koji je namjeravao dati sastavu. Upoznao je Axla Rosea nakon koncerta i dao mu snimku. Dok je odlazio, Cantrell je vidio kako Rose baca demo u smeće. Nekoliko je godina kasnije Guns N' Roses odabrao Alice in Chains kao predgrupu na svojoj povratničkoj turneji 2016. godine.
Konačni demo Alice in Chainsa The Treehouse Tapes dovršen je 1988. i došao je u ruke glazbenih menadžerica Kelly Curtis i Susan Silver, koje su poimence bile menadžerice grupama Mother Love Bone i Soundgarden, također iz Seattlea. Curtis i Silver dale su demo Columbiji Records. Nakon tri mjeseca pregovora Alice in Chains potpisao je ugovor s Columbia Recordsom 11. rujna 1989. godine.

### Alice in Chains

#### Period s Layneom Staleyjem (1987. – 2002.)
Jerry Cantrell bio je glavni gitarist, koautor tekstova, sporedni pjevač i glavni skladatelj pjesama u Alice in Chainsu do gotovo trajne pauze u radu sastava koja je započela krajem 1990-ih i nastavila se do smrti pjevača Laynea Staleyja u travnju 2002. godine. Cantrellove su gitarističke dionice dale heavy metal prizvuk jedinstvenom grunge stilu grupe. Cantrell je također svirao bas-gitaru na skladbi "Love Song", koja se našla na EP-u Sap iz 1992. godine.
Cantrell je počeo pjevati glavne vokale na akustičnom EP-u Sap iz 1992. godine te je njegova uloga počela rasti na naknadnim albumima, čime je Alice in Chains postala skupina od dva pjevača. Cantrell je izjavio da ga je Staley nagovorio na pjevanje.
Iako su mediji glavne struje opisali Alice in Chains kao grunge grupu, Cantrell smatra da je njezin žanr uglavnom heavy metal. Godine 1996. rekao je Guitar Worldu: "Mi smo mnogo različitih stvari ... Ne znam baš kakva smo mješavina, ali tu sigurno ima metala, bluesa, rock and rolla, možda prstohvat punka. Metalni dio nikad neće otići, a to ne bih ni želio".
Alice in Chains bio je jedan od najuspješnijih sastava 1990-ih godina, prodavši više od 20 milijuna primjeraka albuma diljem svijeta te više od 14 milijuna samo u SAD-u.
Njegov je debitantski album, Facelift, bio objavljen 1990. godine te mu je RIAA dodijelila dvostruku platinastu nakladu jer je bio prodan u više od dva milijuna primjeraka. Cantrell je posvetio album svojoj preminuloj majci Gloriji i svojem bliskom prijatelju Andrewu Woodu, pjevaču skupine Mother Love Bone koji je umro iste godine. U intervjuu s časopisom Spin u siječnju 1991. godine Cantrell je potvrdio da skladba "Sunshine" s Facelifta govori o smrti njegove majke. "Kad sam bio dječak, uvijek bih joj rekao: "Bit ću poznat i kupiti ti kuću tako da nikad nećeš više morati raditi. Brinut ću se o tebi kao što si se ti brinula o meni.’ Kad je preminula, bilo mi je to vrlo usrano vrijeme. Nisam znao kako se tada nositi s time, a ne znam ni sad. Ali me to potaknulo na ovo što činim."
Grupa je u veljači 1992. godine objavila akustični EP Sap. EP je postigao zlatnu nakladu i sadrži gostujuće vokale Ann Wilson iz skupine Heart, koja se pridružila Staleyju i Cantrellu na refrenima za skladbe "Brother", "Am I Inside" i "Love Song". Na EP-u su se također pojavili Mark Arm iz Mudhoneyja i Chris Cornell iz Soundgardena, koji su se zajedno pojavili na skladbi "Right Turn" te su u knjižici albuma spomenuti kao "Alice Mudgarden". Na prvoj je pjesmi, "Brother", Cantrell bio glavni pjevač. Pjesma govori o Cantrellovom odnosu s njegovim mlađim bratom, Davidom. Cantrell je također svirao bas-gitaru na posljednjoj skladbi, "Love Song".
Drugi studijski album sastava, Dirt, bio je objavljen u rujnu 1992. godine; postigao je kritički uspjeh i četverostruku platinastu nakladu. Cantrell je bio autor glavnog singla s albuma, "Would?", i posvetio ga svojem pokojnom prijatelju Andrewu Woodu. Pjesma se također pojavila u glazbi za film Samci Camerona Crowea iz 1992. godine. Četvrti singl s albuma, "Rooster", posvećen je Cantrellovom ocu.
Drugi akustični EP Alice in Chainsa, Jar of Flies, debitirao je 1994. godine na prvom mjestu ljestvice Billboard 200, postavši tako prvim EP-om uopće i prvim uratkom Alice in Chainsa koji se našao na vrhu ljestvica. RIAA mu je dodijelila trostruku platinastu nakladu. Peta skladba s albuma bila je instrumental "Whale & Wasp", koju je Cantrell opisao kao "razgovor između kitova i osa".
Alice in Chains raspao se na šest mjeseci nakon što je otkazao svoje mjesto predgrupe na Metallicinoj turneji u srpnju 1994. godine te je izjavio da je došlo do "zdravstvenih problema unutar skupine".
Treći studijski album grupe, Alice in Chains, bio je objavljen u studenom 1995. godine, debitirao je na 1. mjestu ljestvice Billboard 200 i postigao je dvostruku platinastu nakladu. Na singlovima "Grind", "Over Now" i "Heaven Beside You" Cantrell je bio glavni pjevač. Grupa nije otišla na turneju kako bi podržala svoj istoimeni album.
Alice in Chains 10. je travnja 1996. godine održao svoj prvi koncert u dvije i pol godine za MTV Unplugged, emisiju na kojoj se skladbe sviraju na potpuno akustičan način. Na koncertu su se pojavili neki od najuspješnijih singlova, kao što su "Rooster", "Down in a Hole", "Heaven Beside You", "No Excuses" i "Would?", ali se pojavila i nova skladba, "Killer Is Me", čiji je glavni pjevač bio Cantrell. Cantrell je izjavio da mu je bilo slabo tijekom nastupa jer se otrovao hot dogom koji je pojeo prije nastupa.
Alice in Chains održao je četiri nastupa kao predgrupa Kissu na njegovoj turneji Alive/Worldwide Tour 1996. godine, a među navedenim nastupima ističe se onaj u Kansas Cityju, Missouriju jer je to bio posljednji koncertni nastup s Layneom Staleyjem. Ubrzo nakon koncerta Staley je pao u nesvijest jer se predozirao heroinom te je bio otpremljen u bolnicu. Staley je rijetko napuštao svoj apartman u Seattleu, ali se 1998. godine grupa ponovno okupila kako bi snimila dvije nove pjesme, "Get Born Again" i "Died", koje su se izvorno trebale pojaviti na drugom Cantrellovom samostalnom albumu; pjesme su bile objavljene na box setu Music Bank iz 1999. godine. Iste je godine sastav objavio kompilaciju od 15 skladbi pod imenom Nothing Safe: Best of the Box. Njegova je sljedeća kompilacija, "Live", bila objavljena 5. prosinca 2000. godine. Godine 2001. bila je objavljena iduća kompilacija, Greatest Hits.

#### Ponovno okupljanje i novi albumi (2005. – danas)
Iako se nikad nije službeno raspao, Alice in Chains bio je neaktivan od 1996. nadalje zbog Staleyjevih problema s drogom, koji su doveli do njegove smrti 2002. godine. Grupa se ponovno okupila 2005. godine kad je bubnjaru Seanu Kinneyju sinula ideja da okupi preživjele članove kako bi zajedno održali dobrotvorni koncert za žrtve cunamija koji je pogodio južnu Aziju krajem 2004. godine. Cantrell, Mike Inez i Sean Kinney ponovno su se okupili 18. veljače 2005. kako bi prvi put u deset godina nastupili pod imenom Alice in Chains te su se pojavili na koncertu K-Rock Tsunami Continued Care Relief Concert u Seattleu. Uz skupinu je pjevao Damageplanov pjevač Pat Lachman, kao i drugi posebni gosti poput Maynarda Jamesa Keenana iz Toola, Wesa Scantlina iz Puddle of Mudda i Ann Wilson iz Hearta. Nekoliko mjeseci nakon tog koncerta sastav je nazvao svoje bivše menadžere, Susan Silver i Cantrellovog menadžera Billa Siddonsa i rekao im da žele opet otići na turneju kao Alice in Chains.
Cantrell, Inez i Kinney 10. su ožujka 2006. godine nastupili na koncertu Decades Rock Live programa VH1 u počast kolegicama iz Seattlea, glazbenicama Ann i Nancy Wilson iz Hearta. Pjesmu "Would?" održali su s pjevačem Philom Anselmom iz Pantere i Downa te basistom Duffom McKaganom iz Guns N' Rosesa i Velvet Revolvera, a nakon toga su odsvirali pjesmu "Rooster" s Ann Wilson i pjevačem Williamom DuVallom iz skupine Comes with the Fall. Nakon koncerta grupa je otišla na kratku turneju po američkim klubovima, održala je nekolicinu koncerata na europskim festivalima i kraću turneju u Japanu. U vrijeme je ponovnog okupljanja sastava Sony Music objavio dugo odgađanu treću kompilaciju Alice in Chainsa, The Essential Alice in Chains, dvostruki album koji sadrži 28 pjesama.
Između 2006. i 2007. Cantrell je održao nekoliko koncerata s Alice in Chainsom na kojima su se pojavili gostujući pjevači poput Ann Wilson, Marka Lanegana, Jamesa Hetfielda, Phila Anselma, Billyja Corgana, Scotta Weilanda Sebastiana Bacha, i Williama DuValla. Iako je Cantrell priznao da samostalni glazbeni rad ima svojih prednosti, izjavio je da je vrlo zadovoljan povratkom u skupinu.
Cantrell je o ponovnom okupljanju sastava izjavio: "Želimo slaviti ono što smo postigli, kao i sjećanje na našeg prijatelja. Nastupali smo s nekim [pjevačima] koji zapravo vrlo dobro rade taj posao i mogu dodati svoju vlastitu kvalitetu u to a da ne ispadnu kao Layneov klon. Ne želimo grubo postupati sa [Staleyjevim] bogatim nasljeđem. Teško se snaći u toj situaciji. Hoćete li krenuti u smjeru Led Zeppelina i nikad više ne nastupati zato što je čovjek bio toliko važan? To je smjer kojim smo išli mnogo godina. Ili ćete pokušati nešto? Voljni smo iskoristiti priliku. To je u potpunosti ponovno okupljanje jer smo nas preostala trojica opet zajedno. Ali nema to veze s odjeljivanjem i zaboravljanjem — ima veze sa sjećanjem i nastavljanjem dalje."
Cantrell je upoznao pjevača Williama DuValla 2000. godine u Los Angelesu preko zajedničkog poznanika koji mu je pokazao prvi album DuVallove grupe, Comes with the Fall. Cantrell se počeo družiti sa skupinom i povremeno im se pridružio na koncertima. Comes with the Fall bila je predgrupa na Cantrellovoj turneji za njegov drugi samostalni album, Degradation Trip, kao i pjevačev prateći sastav, u kojem je DuVall pjevao Staleyjeve dionice na koncertima 2001. i 2002. godine. DuVall se pridružio Alice in Chainsu kao punopravni član tijekom ponovnog okupljanja skupine 2006. godine, nakon što se prvi put javno pojavio s njom na koncertu programa VH1.
Do travnja 2007. godine Alice in Chains već je počeo pisati skladbe i snimati ih na demosnimke za novi album s DuVallom, no skupina nije pokazala daljnje znakove napretka sve do listopada 2008., kad je najavila da je počela sa snimanjem u studiju s producentom Nickom Raskulineczom. U to vrijeme sastav nije imao ugovor za objavljivanje albuma te su album financirali Cantrell i bubnjar Sean Kinney. Skladanje i snimanje bilo je dovršeno 18. ožujka 2009. godine – na Cantrellov 43. rođendan te na isti dan kad se rodio DuVallov sin.
O pritisku s kojim se DuVall morao nositi zbog zamjenjivanja Staleya na položaju glavnog pjevača Cantrell je izjavio: "Nije fer staviti sve to breme na Willova leđa. Samo pokušavamo shvatiti kako funkcioniramo kao tim. Iako se grupa promijenila, izgubili smo Laynea, dodali smo Willa, nije bilo nikakvog glavnog plana. Činilo se ispravno opet svirati 2005. godine, pa smo tako otišli i na turneju. Sve smo činili korak po korak. To je više od pukog stvaranja glazbe i uvijek je tako bilo. Dugo smo vremena bili prijatelji. Bili smo više poput obitelji nego što je to slučaj kod ostalih ljudi te je jednostavno tu trebalo biti dobro", rekao je Cantrell pokazujući na svoje srce.
Alice in Chains 29. je rujna 2009. objavio svoj prvi album od smrti Laynea Staleyja, Black Gives Way to Blue, te je otišao na turneju kako bi podržao uradak. Na albumu se nalaze skladbe koje je Cantrell opisao kao "najžešće koje je ikad napisao" te Cantrell pjeva glavne vokale na većini pjesama, dok ga William DuVall prati kao drugi glavni pjevač. Naslovna skladba posvećena je Layneu Staleyju i pjeva ju Cantrell, dok klavir svira Elton John. Nekoliko mjeseci prije skladanja pjesme Cantrella je mučila neobjašnjena bolest. Cantrell vjeruje da je tajanstvena bolest zapravo bila bol od opraštanja od Staleyja. Rekao je Guitar Worldu: "Bio sam smrtno bolestan. Imao sam te misteriozne migrene, intenzivnu fizičku bol, čak sam otišao i na lumbalnu punkciju kako bih se testirao na određene stvari. Nikad nisu uspjeli pronaći što bi me mučilo. Osjećao sam se kao da bljujem svu tu neprobavljenu tugu od gubljenja Laynea." Kad je Cantrell počeo pisati pjesmu i ostatak albuma, njegova je misteriozna bolest nestala. Cantrell, Mike Inez i Sean Kinney također su zahvalili Staleyju u knjižici albuma. Album je u svibnju 2010. postigao zlatnu nakladu 
jer je bio prodan u više od 500.000 primjeraka u SAD-u.
Skupina je 28. svibnja 2013. godine objavila svoj peti studijski album, The Devil Put Dinosaurs Here, te je Cantrell nastavio svoju ulogu glavnog pjevača na albumu. Album je debitirao na 2. mjestu ljestvice Billboard 200 (što je najviše mjesto grupe na toj ljestvici od albuma Alice in Chains iz 1995. godine, koji je debitirao na 1. mjestu) te je bio prodan u više od 61.000 primjeraka u svojem prvom tjednu objave.
Alice in Chains vratio se u Studio X u Seattleu u lipnju 2017. kako bi snimio svoj šesti studijski album. Studio X isti je studio u kojem je grupa snimila svoj istoimeni album, Alice in Chains (iz 1995.). Snimanje je bilo dovršeno u siječnju 2018. godine. Skupina je 27. lipnja 2018. najavila ime i naslovnicu novog albuma Rainier Fog, koji je 24. kolovoza 2018. objavio BMG, prvi uradak Alice in Chainsa koji je objavila ta diskografska kuća. Cantrell je albumu dao ime po Mount Rainieru u Seattleu, a naslovna skladba posvećena je glazbenoj sceni u Seattleu.
Kao dio promidžbe za Rainier Fog bejzbolski je tim Seattle Mariners 20. kolovoza 2018. održao događaj "Alice in Chains Night" u Safeco Fieldu u Seattleu te je Cantrell ceremonijalno bacio prvu loptu prije početka utakmice između Marinersa i Houston Astrosa.
Osamnaest pjesama Alice in Chainsa ušlo je u Top 10 na ljestvici Mainstream Rock Tracks, skupina je imala pet hitova koji su se pojavili na prvom mjestu te je jedanaest puta bila nominirana za nagradu Grammy.

### Samostalna karijera
Cantrell je u svojoj karijeri izvan Alice in Chainsa objavio dva samostalna albuma te se nekoliko puta pojavio s ostalim glazbenicima i na skladbama za filmove. Njegova je prva samostalna pjesma bila "Leave Me Alone", koja je bila objavljena isključivo na CD-u glazbe za film Nepodnošljivi gnjavator 1996. godine; na njoj je bubnjar Alice in Chainsa Sean Kinney svirao bubnjeve, dok je Cantrell pjevao te svirao gitaru i bas-gitaru. Popratio ju je glazbeni spot, koji se pojavio kao bonus materijal na Blu-Ray inačici Nepodnošljivog gnjavatora objavljenoj 2011. godine u počast 15. godišnjici filma, te se pjesma pojavila na 14. mjestu Billboardove ljestvice Mainstream Rock Tracks. Iste je godine Cantrell obradio skladbu "I've Seen All This World I Care to See"  Willieja Nelsona za album Twisted Willie: A Tribute to Willie Nelson.
Dok se aktivnost Alice in Chainsa počela smanjivati i budućnost sastava počela je biti upitna, Cantrell je nerado počeo raditi na svojem prvom samostalnom studijskom albumu. Iako su videozapisi s Cantrellove službene internetske stranice tvrdili da je neko vrijeme želio raditi samostalno, njegovi su komentari u Guitar Worldu tvrdili drugačije:
Njegov debitantski studijski album Boggy Depot 7. je travnja 1998. objavila njegova izdavačka kuća Boggy Bottom Publishing. Dobio je ime po istoimenom gradu duhova u Oklahomi, a u tom je području Cantrellov otac odrastao. Naslovnica albuma prikazuje Cantrella prekrivenog blatom kako do pasa stoji u ogranku rijeke Boggy River. Osim što je pjevao na albumu, Cantrell je na njemu svirao i gitaru, klavir, clavinet, orgulje i čelične bubnjeve. Pjesme "Cut You In", "My Song" i "Dickeye" bile su objavljene kao singlovi radi promidžbe albuma. Cantrellov je otac glumio šerifa u glazbenom spotu za "Cut You In".
U njegovoj pratećoj grupi za album nalazili su se kolege iz Alice in Chainsa, Inez i Kinney, te je Cantrell komentirao da se nada da će sljedeće godine objaviti idući album. Cantrellova je skupina bila predgrupa Metallici i Van Halenu na njihovoj ljetnoj turneji 1998. godine.
Iste godine kad je bio objavljen Boggy Depot, Cantrell je počeo skladati pjesme za idući album. Također je u to vrijeme napustio Columbiju Records i imao je poteškoće u nalaženju novog izdavača. Cantrell je o iskustvu skladanja izjavio:
Godine 1998. Layne Staley zamalo je prvi put nastupio nakon posljednjeg koncerta Alice in Chainsa koji se održao u srpnju 1996. godine, u vrijeme kad je Cantrell otišao u Seattle radi svoje samostalne promidžbene turneje za album Boggy Depot. Bila je Noć vještica i Staley se nalazio iza pozornice kao gost. Cantrell ga je navodno zamolio da mu se pridruži na bini, ali je Staley to odbio.
Cantrell je počeo snimati svoj drugi album 2000. godine. U to je vrijeme živio u San Franciscu. Bio je primoran prodati svoju kuću u Seattleu kako bi financirao album te ga je samostalno producirao. Cantrell je naposljetku u lipnju 2002. godine objavio drugi samostalni album, Degradation Trip, na kojem su se pojavili glazbenici koji su u to vrijeme surađivali s Ozzyjem Osbourneom na njegovim koncertima: Mike Bordin (koji je svirao bubnjeve) i Robert Trujillo (koji je svirao bas-gitaru). Degradation Trip, koji je objavio Roadrunner Records, pojavio se u prodavaonicama dva mjeseca nakon smrti Laynea Staleyja te mu je bio i posvećen. Skladbe na albumu pripadale su raznim žanrovima, od doom metala do hard rocka utemeljenom na pop glazbi. Na albumu, koji je dobio bolje kritike od svojeg prethodnika, pojavila su se dva singla, "Anger Rising" i "Angel Eyes", dok se skladba "She Was My Girl" pojavila na glazbi za film Spider-Man.
Degradation Trip do prosinca 2002. godine u SAD-u bio je prodan u 100.000 primjeraka. Publika koja se pojavila na koncertima dobro je prihvatila nacionalnu turneju koja je pomogla povećati uspješnost albuma. Degradation Trip ponovno je bio objavljen u studenom 2002. godine kao dvostruki album; na njemu se pojavilo dodatnih 11 skladbi koje su također bile snimljene za album prema izvornim Cantrellovim planovima.
U proljeće 2004. godine Cantrellova je skupina bila predgrupa Kidu Rocku na nekolicini koncerata tijekom njegove američke turneje.
Nekoliko se godina govorkalo kako Cantrell radi na svojem trećem samostalnom albumu te da je trebao biti objavljen 2006. godine. Međutim, taj album ni dalje nije objavljen. Naknadni rad s ponovno pokrenutim Alice in Chainsom možda je odgodio taj uradak. Kad je bio upitan o tome misli li objaviti još jedan samostalan album, Cantrell je 2010. izjavio:
U studenom 2014., tijekom intervjua na radijskoj stanici 95.5 KLOS, Cantrell je bio upitan razmišlja li o radu na novom samostalnom materijalu te je odgovorio: "Ne znam. Možda jednom prilikom u budućnosti. Jedini razlog zbog kojeg sam ikad išta činio išta samostalno jest taj što moja skupina nije ništa radila. Sad ona radi u posljednje vrijeme, pa nemam vremena ni za što drugo. Svu svoju energiju usmjeravam [u nju]. Ali znate, mogućnosti..." Cantrell je jednako odgovorio kad je u intervjuu s Trunk Nationom u kolovozu 2017. godine bio upitan o novom samostalnom uratku, izjavivši da se uvijek najviše usredotočivao na Alice in Chains, ali da to ne znači da bi mogao snimiti novi samostalni album u budućnosti.
U veljači 2017. Cantrell je objavio svoju prvu samostalnu skladbu u 15 godina, "A Job To Do", koja se pojavila tijekom zasluga na filmu John Wick: Chapter 2. Dana 6. veljače 2019. održao je kraći akustični koncert od dvije pjesme u losanđeleskom kafiću No Name za BMG-ov tulum prije dodjele nagrada Grammy.
Od 6. do 7. prosinca 2019. održao je dva rasprodana samostalna koncerta u Pico Union Projectu u Los Angelesu – to su njegova prva dva samostalna koncerta od 2004. Odsvirao je samostalne pjesme i pjesme Alice in Chainsa, ali i obrade drugih izvođača, među kojima su Elton John i Creedence Clearwater Revival. Uz njega su pjevali Greg Puciato i Terra Lopez, a pridružili su mu se i gitaristi Tyler Bates i Johnny Scaglione, basist James Lomenzo, bubnjar Gil Sharone, klavijaturist Jordan Lewis te Michael Rozon na pedal steel gitari.
Dana 24. siječnja 2020. izjavio je da radi na novom samostalnom albumu, a počeo ga je snimati 10. ožujka iste godine u studiju Dave's Room Recording Studio u North Hollywoodu. Na službenom je profilu na Instagramu 4. ožujka 2021. izjavio da je završio sa snimanjem albuma; uz priloženu je fotografiju izjavio: "Noćas smo završili sa snimanjem albuma nakon godinu dana od početka snimanja. Kakva li luda putovanja ... uvijek je tako. Jedva ga čekam uskoro poslati vašim ušima." Dana 28. srpnja 2021. na društvenim je mrežama objavio trailer za novu pjesmu pod imenom "Atone"; ta je pjesma objavljena s glazbenim spotom dan poslije. Njegov je treći studijski album Brighten objavljen 29. listopada 2021.

## Suradnje

### Snimke
Cantrell se pojavio kao gostujući gitarist na nekolicini albuma i projekata, među kojima su Danzigov album Blackacidevil (iz 1996.), na kojem je svirao na tri skladbe ("See All You Were", "Come to Silver" i "Hand of Doom"), i Metallicin album Garage Inc. (iz 1998.), na kojem se pojavio na obradi skladbe "Tuesday's Gone" Lynyrd Skynyrda. Pojavio se kao gost i na albumu Magic & Madness Circus of Powera, i to na pjesmi "Heaven & Hell", svirao je glavnu gitaru na pjesmi "Gods of a Second Chance" skupine Metal Church na njezinom albumu Hanging in the Balance iz 1993. godine te je nastupio na pjesmi "Marry Me" na Pigeonhedovom albumu iz 1997. godine, The Full Sentenceu.
Cantrell je bio prateći pjevač na skladbi "Effigy" na Gov't Muleovom albumu iz 2001. godine, The Deep End, Volume 1. Nakratko se pojavio s Warrenom Haynesom u dokumentarnom filmu Rising Low, koji prati rad sastava Gov't Mule nakon smrti basista Allena Woodyja.
U intervjuu s Metal-is.comom koji se održao u svibnju 2001. godine, Cantrell je otkrio da je napisao četiri skladbe za Ozzyja Osbournea. Cantrell, Osbourne, gitarist Zakk Wylde, basist Robert Trujillo i bubnjar Mike Bordin otišli su u studio kako bi snimili grube demouratke tih pjesama.
Cantrell je svirao gitaru na pjesmi "Fallen Ones", koja se pojavila na Heartovom albumu Jupiters Darling iz 2004. godine.
Cantrell je bio glavni gitarist na svim skladbama koje su se pojavile na Osbourneovom albumu obrada iz 2005. godine, Under Cover. Pjesme na kojima je svirao Cantrell također su se pojavile na četvrtom disku Osbourneova box seta Prince of Darkness (iz 2005. godine).
Godine 2007. Cantrell je svirao gitaru na obradi skladbe "Misty Mountain Hop" Led Zeppelina koja se pojavila na albumu Glenna Hughesa Music for the Divine te je svirao na pjesmi "Soul Ecstacy" na albumu The Sun and the Earth: The Essential Stevie Salas, Vol. 1 Stevieja Salasa. Svirao je gitaru i na debitantskom albumu Smith & Pylea, It's OK To Be Happy, koji je bio objavljen 2008 godine.
Cantrell je 2010. godine svirao gitaru na skladbi "Anything" s debitantskog albuma Pearl Aday, Little Immaculate White Fox. Aday je izjavila da je smatrala da će Cantrell biti dobar odabir osobe koja bi skladbi pridonijela "žalosnom, jezivom gitarom koja plače".
Cantrell pjeva prateće vokale, ali i improvizaciju na glavnim vokalima tijekom posljednjeg refrena pjesme "Love Is Blind" s albuma 24 Hours Ritchieja Kotzena iz 2011. godine.
Svirao je gitaru i na EP-u How to Be a Man Duffa McKagana iz 2015. godine te je također surađivao s alternativnom metal skupinom Deftones, kojoj je pridonio gitarističkim dionicama na skladbi "Phantom Bride" na njezinom albumu Gore iz 2016. godine.

### Koncertni nastupi
Cantrell je odsvirao dio skladbe "Man in the Box", a odmah potom obradu pjesme "Ace of Spades" skupine Motörhead s Panterom tijekom njezinog koncerta u Seattle Center Coliseumu 1. ožujka 1992. godine. Cantrell se ponovo pridružio skupini na koncertu u San Joseu, Kaliforniji, koji se održao 6. veljače 2001., kako bi s njom odsvirao pjesmu "Walk".
Cantrell se 9. listopada 1994. pridružio Metallici na njezinom koncertu u Oklahoma Cityju kako bi s njom izveo skladbu "For Whom the Bell Tolls".
Godine 2002. Cantrell je održao nekolicinu ljetnih nastupa s glavnim izvođačem, hard rock/post-grunge sastavom Nickelback. Cantrell svira Alice in Chainsovu pjesmu "It Ain't Like That" sa skupinom na njezinom prvom DVD-u, Live at Home (iz 2002.). Nickelbackov ga je frontmen, Chad Kroeger, zamolio da pridonese pjesmi "Hero" za film Spider-Man iz 2002. godine. Cantrell nije mogao doći snimati pjesmu, pa ga je zamijenio Josey Scott iz Salive.
Cantrell se nekoliko pota pojavio kao gost u supergrupi Camp Freddy (tribute sastavu koji su činili Dave Navarro, gitarist Jane's Addictiona, Matt Sorum, bivši bubnjar Guns N' Rosesa, Chad Smith, bubnjar Red Hot Chili Peppersa i Billy Morrison, gitarist poznat po suradnji s Billyjem Idolom), prvi put nastupivši s njom 19. siječnja 2004. godine na festivalu The Sundance Film Festival.
Iskustvo s Camp Freddyjem ohrabrio je Cantrella i Billyja Duffyja, gitarista The Culta, da osnuju vlastitu tribute skupinu, rock supergrupu Cardboard Vampyres (nazvanu po Cantrellovim mačkama). Pod imenom Jerry Cantrell-Billy Duffy Band prvi su put nastupili tijekom serijala od tri koncerta za zakladu Sweet Relief Musicians Fund u noćnom klubu The Troubadour u travnju 2004. "S ovom se grupom samo zabavljamo i sviramo pjesme koje smo voljeli kad smo odrastali", Cantrell je izjavio. Svirajući uglavnom obrade pjesama sastava kao što su Led Zeppelin, AC/DC, The Stooges, Black Sabbath i Aerosmith, grupi su se pridružili pjevač John Corabi, basist Chris Wyse i bubnjar Josh Howser. Grupa je nastupila na raznim mjestima u SAD-u, ali je najčešće svirala na Zapadnoj obali. Skupina nije objavila niti jedan album.
Cantrell se pridružio Metallici kao prateći pjevač tijekom njezine izvedbe pjesme "Nothing Else Matters" na festivalu Download u Dublinu, 11. lipnja 2006. godine.
Cantrell se 6. listopada 2009. pridružio Pearl Jamu tijekom njegovog koncerta u Gibson Amphitheateru u Los Angelesu. Cantrell je došao na pozornicu kako bi zaključio nastup izvedbom gitarističke solo dionice na pjesmi "Alive". Iduće se večeri Cantrell opet pridružio grupi, ovaj put kako bi s njom odsvirao pjesmu "Kick Out the Jams".
Cantrell se pojavio kao gost na koncertu Stone Temple Pilotsa u Camdenu, New Jerseyju 23. svibnja 2010. godine. Cantrell je svirao gitaru tijekom izvedbe pjesme "Sex Type Thing".
Cantrell se 9. prosinca 2011. pridružio Metallici tijekom njezinog koncerta u The Filmoreu u San Franciscu, kojim je ona slavila svoju tridesetu godišnjicu postojanja. Cantrell je svirao pjesme "For Whom the Bell Tolls", "Nothing Else Matters", "Seek and Destroy" i obradu pjesme "Tuesday's Gone" Lynyrd Skynyrda.
Dana 12. svibnja 2012. Cantrell je u duetu sa Somar Macek, popraćen orkestrom Synergia Northwest Orchestra, otpjevao pjesmu "Levon" Eltona Johna u Paramount Theateru u Seattleu tijekom dobrotvornog koncerta za glazbeno obrazovanje u javnim školama na sjeverozapadu SAD-a.
Cantrell je 15. prosinca 2012. godine nastupio s grupom Walking Papers Duffa McKagana tijekom njezinog koncerta u The Crocodileu u Seattleu.
Dana 18. travnja 2013. sastav Heart ušao je u Rock and Roll Hall of Fame te se Cantrell pridružio skupini kako bi s njom odsvirao pjesmu "Crazy on You". Cantrell je na ceremoniji, uz Mikea McCreadyja iz Pearl Jama i Chrisa Cornella iz Soundgardena, svirao gitaru na pjesmi "Barracuda" s Ann i Nancy Wilson.
Cantrell se 20. svibnja 2015. pridružio The Cultu na koncertu u Hollywood Palladiumu u Los Angelesu kako bi s njime izveo pjesmu "The Phoenix".
Cantrell se 16. prosinca 2015. pridružio supergrupi Royal Machines u The Roxy Theatreu u West Hollywoodu i s njom odsvirao pjesmu "Jailbreak" Thin Lizzyja te "Would?" i "Man in the Box" Alice in Chainsa.
Cantrell se 13. ožujka 2017. pojavio kao gost na koncertu Steel Panthera u The Roxy Theatreu u West Hollywood te s njom odsvirao pjesmu "Man in the Box", a na njoj je pjevao Godsmackov pjevač Sully Erna. Cantrell je 25. ožujka 2017. održao koncert s Nancy Wilson i Mikeom Inezom na petom dobrotvornom koncertu Rock Against MS.
Cantrell je bio jedan od glazbenika koji je 7. prosinca 2017. godine sudjelovao u dodjeli nagrada Founders Award Celebration koja se održavala u počast The Doorsu u Seattleovom Muzeju suvremene umjetnosti. Cantrell je pjevao pjesmu "Love Her Madly", a pratili su ga izvorni gitarist The Doorsa, Robby Krieger, klavijaturist George Laks, basist Zander Schloss i bubnjar Brian Young. Vratio se na završetku koncerta kako bi sa svim glazbenicima koji su nastupili na počasnom koncertu otpjevao pjesmu "Roadhouse Blues".
Cantrell se 8. prosinca 2017. godine pridružio The Hellcat Saintsu (supergrupi koju čine članovi The Culta, Velvet Revolvera, Weezera i Apocalyptice) te s njom nastupio kao predgrupa Jane's Addictionu na trećem godišnjem dobrotvornom koncertu Rhonda's Kiss koji se održao u Hollywood Palladiumu u Los Angelesu. Zarađeni novac na koncertu bio je doniran institutu Cedars-Sinai Samuel Oschin Comprehensive Cancer Instituteu te Rhonda's Kissu, organizaciji koja pomaže pacijentima koji boluju od raka. Cantrell je odsvirao hitove Alice in Chainsa "Would?" i "Man in the Box" te je pjevao na obradi Thin Lizzyjeve pjesme "Jailbreak".
Cantrell je 16. siječnja 2019. godine s Williamom DuVallom, Stoneom Gossardom (gitaristom Pearl Jama), Jeffom Amentom (basistom Pearl Jama) i bubnjarem Joshom Freeseom izveo obradu Soundgardenove skladbe "Hunted Down" na koncertu u počast Chrisu Cornellu pod imenom "I Am the Highway".

## Doprinosi filmskoj glazbi
Cantrell je napisao skladbu "Leave Me Alone" za crnu komediju iz 1996. godine, Nepodnošljivi gnjavator, te se ona može naći na CD-u glazbe za taj film. "She Was My Girl" s albuma Degradation Trip pojavila se u glazbi za film Spider-Man.
Cantrell se vratio filmskoj sceni 2004. godine kako bi za film The Punisher iz 2004. godine s tada novoosnovanom metal skupinom Damageplan napisao pjesmu "Ashes to Ashes". Pjesmu su pjevali Cantrell i Damageplanov vokalist Patrick Lachman te ju se može pronaći na CD-u glazbe za taj film, ali i na japanskoj inačici Damageplanova albuma New Found Power, gdje se pojavila kao bonus skladba.
Cantrell je u veljači 2017. godine objavio "A Job to Do", pjesmu koja se pojavila u sceni sa zaslugama u filmu John Wick: Chapter 2. Cantrell je napisao tekst iz perspektive istoimenog lika koji utjelovljuje Keanu Reeves. Cantrell je u priopćenju izjavio: "Vrlo mi se svidio John Wick i uvijek sam se divio Keanuovom radu. Kad se pojavila prilika za stvaranje pjesme za drugi film, Tyler Bates i ja napisali smo i snimili 'A Job to Do', tematsku pjesmu za lik.".
Cantrell je 19. srpnja 2018. godine objavio skladbu "Setting Sun", skladanu za glazbeni CD objavljen uz strip DC Comicsa, Dark Nights: Metal. Pjesma je bila objavljena kao singl na digitalnim platformama.

## Stil
Zbog Cantrellovih su ranih utjecaja nijanse heavy metala u glazbi Alice in Chainsa skupinu učinile istaknutom među sličnijim grunge/alternativnim rock sastavima koji su pripadali glazbenoj sceni u Seattleu. Međutim, njegov se glazbeni izričaj ističe i elementima bluesa i countryja, što se može čuti i na njegovom prvom samostalnom albumu. Cantrellovo sviranje gitare poznato je po jedinstvenom korištenju wah pedale, kao i složenih taktova. U intervjuu s Guitar Worldom 1998. godine o potonjem je obilježju komentirao:

## Oprema
Cantrell je na koncertima najčešće svirao na modelu gitare G&L Rampage. Dva modela koja se najčešće povezuju s Cantrellom bila su načinjena tijekom 1980-ih. Tijelo i jedan dio vrata su im od javora, dok je drugi dio vrata (onaj sa žicama) od ebanovine. Kobilicu čini Kahler Tremolo umjesto tremolo sustava Floyd Rose, koji se često viđao na glazbalima izrađenima tijekom 1980-ih i 1990-ih. Gitare sadrže i kobilicu s dvostrukim magnetom koja je povezana sa sklopkom za glasnoću.
Tvornica gitara marke G&L načinila je dvije gitare pod pokroviteljstvom Jerryja Cantrella koje se mogu kupiti. Prva je model Rampage koja je vrlo slična glazbalu koji se najviše povezuje s Cantrellom, znanom kao "Blue Dress Rampage" jer sadrži staru sliku djevojke u plavoj haljini, koju je Cantrell zalijepio na vrh svoje prve gitare. Drugi je model gitara pod imenom 'Superhawk'. Ta gitara sadrži pričvršćenu kobilicu, ali i vratni magnet.
Cantrell se koristio izvornom gitarom "Blue Dress" u glazbenim spotovima za pjesme "Man in the Box", "We Die Young", "Sea of Sorrow", "Grind" i "Again". Gitara se također pojavljuje u filmu Samci. Godine 2011. Cantrell je komentirao da se više neće služiti tom gitarom zbog sitne pukotine koja se protezala do stražnjeg dijela njezina tijela. Prije toga nikad nije išao na turneju bez nje.
Osim gitara marke G&L kojima je pokrovitelj Cantrell je također svirao i na modelima Telecaster, Fender Standard Stratocaster Brown Sunburst i Gibson Les Paul, i to najčešće Ivory White Les Paul s tragovima paljenja koje je Cantrell načinio po cijeloj gitari, a u pitanju je gitara kojom se Cantrell služio na svim albumima Alice in Chainsa uz Blue Dress G&L. Koristio se i modelima Gibson Custom Shop Jerry Cantrell SG, Goldtop Les Paul iz 1952. godine, Ernie Ball Music Man EVH, koji mu je tijekom 1990-ih poklonio Eddie Van Halen, ali koja je Cantrellu na koncu bila ukradena, Mosrite Venture tamnoplave boje, Dean Micheal Schenker USA V, i gitarama Deana Soltera.
Cantrell se tijekom svoje karijere koristio mnogim pojačalima, među kojima su oni proizvođača Bogner, Mesa Boogie i Marshall. U posljednje se vrijeme koristio pojačalom pod imenom 'JJ100', koje mu je izradila tvrtka Friedman Amplification.
Godine 2010. Jim Dunlop stvorio je "JC95 Cantrell Signature Cry Baby", Cantrellovu Cry Baby wah pedalu, koja je utemeljena na izvornoj wah pedali Jimija Hendrixa kojom se Cantrell služio od početka karijere. Tekst za pjesmu "Black Gives Way to Blue" tiskan je na pedali. U siječnju 2019. Dunlop je objavio novu inačicu pedale, čiji je dizajn bio utemeljen na Cantrellovoj tribalnoj tetovaži orke i tekstom za pjesmu "Rainier Fog" Alice in Chainsa.

### Efekti
- MXR EVH117 Flanger[248]
- MXR Bass Octave Deluxe[248]
- MXR Smart Gate[248]
- Xotic Effects AC Plus[248]
- Eventide TimeFactor[248]
- Boss CH-1 Super Chorus[248]
- Boss CE-3 Chorus[248]
- Ibanez TS808HW Tube Screamer[248]

## Nasljeđe
Za Cantrella se naširoko smatra da je jedan od najboljih rock gitarista svoje generacije. Panterin i Damageplanov gitarist Dimebag Darrell iskazao je svoje divljenje Cantrellovom sviranju gitare u intervjuu za Guitar International 1995. godine, izjavivši da "slojevitost i iskren osjećaj koji Jerry Cantrell stvara na albumu [Dirt Alice in Chainsa] vrijedi puno više od osobe koja svira pet milijuna nota".
U srpnju 2006. britanski je hard rock/metal časopis Metal Hammer Cantrellu dodijelio naslov "Gospodar rifova" ("Riff Lord") u svojem godišnjem šou Metal Hammer Golden Gods Awards, koji se održavao u London Astoriji. Navodno ga je uzbudilo to što je dobio taj naslov kad su mu rivali za nj bili poznati glazbenici kao što su Slash, James Hetfield i Jimmy Page.
Našao se na 38. mjestu popisa "100 najboljih heavy metal gitarista svih vremena" Guitar Worlda 2004. godine, dok se 2012. godine na njegovom popisu "100 najboljih gitarista svih vremena" našao na 37. mjestu.
Cantrell se 2008. godine našao na 98. mjestu popisa "100 najostvarenijih gitarista svih vremena" gitarističkog šoua "Chop Shop" Envision Radio Networksa.
U listopadu 2008. Guitar World postavio je Cantrellovu solističku dionicu na pjesmi "Man in the Box" na 77. mjesto svojeg popisa "100 najboljih gitarističkih solaža".
Elton John je 2009. godine u intervjuu s Rolling Stoneom izjavio da se već neko vrijeme divi Cantrellu i da nije mogao odoljeti njegovoj ponudi da svira na pjesmi "Black Gives Way to Blue" Alice in Chainsa.
U intevjuu s Loudwireom 2015. godine, pričajući o pet najvažnijih gitarističkih albuma po njegovom mišljenju, Slayerov je gitarist Kerry King o Cantrellu izjavio:
Godine 2016. Blend Guitar postavio je Cantrella na 7. mjesto popisa "Top 10 podcijenjenih gitarista".
Cantrell je 2018. godine bio prozvan "Gitaristom godine" u anketi Ultimate Guitara. Cantrell i William DuVall zajedno su se našli na 10. mjestu ankete "15 trenutno najboljih rock gitarista" Total Guitara i MusicRadara.

## Ostali projekti
Od 2009. do 2010. godine Cantrell je bio jedan od vlasnika hard rock bara Dead Man's Hand u Las Vegasu, dok je drugi vlasnik bio Anthraxov gitarist Scott Ian.
Godine 2011. se pojavio u spotu udruge National Association of Drug Court Professionals.
Godine 2012. Cantrellov se glas pojavio u reklami za pravila o pušenju na aerodromu Sea-Tac Airport u Seattleu.
Dana 18. svibnja 2019. objavljeno je da će Cantrell skladati glazbu za znanstvenofantastični film Salvage Shanea Daxa Taylora.

### Gluma
Kad je bio tinejdžer, Cantrell je bio glavni glumac u raznim srednjoškolskim priredbama. U intervjuu iz 1998. godine Cantrell je otkrio da ga je gluma oduvijek zanimala.
Cantrell se pojavio u filmu Samci iz 1992. godine s ostatkom Alice in Chainsa, s kojim je odsvirao pjesme "It Ain't Like That" i "Would?".
Početkom 1990-ih Cantrell i njegovi kolege iz Alice in Chainsa, Layne Staley i Mike Starr, pojavili su se u glazbenom spotu za pjesmu "Never a Know, but the No" thrash metal skupine Forced Entry iz Seattlea.
Cantrell je 1995. godine glumio novinara Nonu Weisbauma na Alice in Chainsovom pseudodokumentarcu The Nona Tapes.
Godine 1996. nakratko se pojavio u filmu Jerry Maguire Camerona Crowea, u kojem je glumio "Isusa iz CopyMata", radnika u CopyMatu koji je pomogao liku Toma Cruisea da načini primjerke svojeg manifesta. Cantrell je o filmu izjavio: "Sve mi više ljudi prilazi i spominju mi moj citat. Bio je to tako velik film i bilo je zabavno glumiti u njemu." Crowe je izvorno želio da Cantrell glumi Stillwaterovog basista Larryja Fellowsa u Koraku do slave (iz 2000. godine). Cantrell je u to vrijeme skladao pjesme za svoj album Degradation Trip i morao je odbiti ponudu. Mark Kozelek se našao u toj ulozi umjesto njega.
Također se pojavio kao glazbenik u komediji Rock Slyde iz 2009. godine kao i u pozadini jedne scene tijekom prve sezone televizijske serije Deadwood 2004. godine.
Godine 2013. Cantrell je glumio country pjevača Donnieja "Skeetera" Dollarhidea Jr. u pseudodokumentarcu Alice in Chainsa, AIC 23.
Cantrell je 2018. glumio Terryja, vodoinstalatera koji svira bas-gitaru u amaterskom sastavu u kratkom filmu Dad Band, uz kojega je u glavnoj ulozi bio W. Earl Brown. Cantrell je usto s Carlom Restivom skladao glazbu za film.

## Privatni život
Cantrell je početkom 1990-ih bio beskućnik i neko je vrijeme živio u kući Kellyja Curtisa, menadžera Pearl Jama. Dok je živio u njegovom podrumu, Cantrell je bio cimer Eddieju Vedderu, pjevaču Pearl Jama. Početkom 1991. Cantrell se preselio u kuću Soundgardenovog pjevača Chrisa Cornella i njegove supruge Susan Silver u Seattleu. Silver je također bila menadžerica Alice in Chainsa. Cantrell je napisao pjesmu "Rooster" u kući Cornellovih i ondje je ostao par tjedana. Cantrell je kasnije odao počast Conrellu tijekom ceremonije u Rock and Roll Hall of Fameu 14. travnja 2018., te mu se pridružila pjevačica Ann Wilson kako bi zajedno otpjevali Soundgardenovu "Black Hole Sun". Alice in Chains također je odao počast Cornellu na prvu godišnjicu njegove smrti, 18. svibnja 2018. godine. Sastav je odsvirao dvije Soundgardenove skladbe, "Hunted Down" i "Boot Camp", kojima su završili svoj nastup kao glavni izvođač na festivalu Rock on the Range u Columbusu, Ohiju. Pred kraj "Boot Campa" svjetla na pozornici oblikovala su slova "CC" (u značenju Chris Cornell) i "SG" (u značenju Soundgarden) dok je odzvanjao feedback.
Cantrell je bio blizak s glavnim pjevačem Alice in Chainsa, Layneom Staleyjem, kojeg je Cantrell opisao kao najboljeg prijatelja. Staley je preminuo 5. travnja 2002., u isto vrijeme kad je trajala Cantrellova turneja za album Degradation Trip, ali Cantrell nije odlučio otkazati nijedan koncert, rekavši: "Teški su mi intervjui - teško je govoriti o tome [Staleyjevoj smrti]. Jednostavno sam zahvalan na tome što sam na turneji i što radim - nešto na što se mogu usredotočiti." "Nastupi koje sam održao između Layneove smrti i Layneovog pogreba bili su mi vrlo važni u pogledu nastavljanja [bavljenja karijerom]. To je jedna od onih situacija u kojima bi, ako odete na odmor i dopustite stvarima da se slegnu, moglo postati teško opet ustati." Cantrellov je tadašnji menadžer Bill Siddons izjavio da je Jerry doista volio Laynea i da su bili povezani na način koji nikada prije nije vidio. Upitan o Staleyjevoj smrti u intervjuu s MTV-jem u srpnju 2002. godine Cantrell je izjavio: "To je nešto s čime se i dalje suočavam te i dalje razmišljam kao da je on ovdje. Užasno mi nedostaje. Volim ga i moram nastaviti dalje. Sjećat ću ga se i poštovati uspomene na ono što smo zajedno činili i jednostavno uživati u životu... i to je sve što ću reći o tome." William DuVall, koji je pjevao Staleyjeve dionice tijekom Cantrellovih samostalnih koncerata, komentirao je o ovom emocionalnom periodu: "Istog mi je tjedna preminuo djed, pa smo i Cantrell i ja otišli na nastupe dok su nas opsjedali ogromni osobni gubitci. Nekad se na koncertima—bio je jedan koncert u Charlotteu kad je to jednostavno bilo preteško. Na nastupu suzdržavam suze, a Jerry je tada često plakao na nastupima, često bismo se pogledali kad bismo pjevali jer je to bio jedini način... bilo je teško. Ne mogu to izraziti riječima."
Cantrell je 28. travnja 2002. otkazao dogovoreni nastup na Zephyrhillsovom festivalu Livestock Festival kako bi istog dana otišao na Staleyjev pogreb u Seattleu. Cantrell je posvetio svoj samostalni album, Degradation Trip, objavljen dva mjeseca nakon Staleyjeve smrti, sjećanju na njega. Također je nakon Staleyjeve smrti posvojio njegovu sijamsku mačku Sadie. Mačka se pojavila na Cantrellovoj epizodi emisije MTV Cribs, koja je bila snimljena na njegovom ranču u Oklahomi u rujnu 2002. Sadie je uginula 8. listopada 2010. godine u dobi od 18 godina u vrijeme koncerta Alice in Chainsa u Seattleu.
Cantrell kritizira religiju i kreacionizam mlade Zemlje, satirizirajući oba pojma na albumu The Devil Put Dinosaurs Here Alice in Chainsa iz 2013. godine. Cantrell je izjavio: "Postoje dvije stvari o kojima nikad ne želiš razgovarati s nekim: politika i vjera. Ali jebote, pretpostavljam da ćemo neko vrijeme pričati o tome". "Nitko u grupi ne smatra da je religijski ekspert, ali naslovna pjesma [The Devil Put Dinosaurs Here] proizlazi iz nečega u što mnogo ljudi doista vjeruje". Cantrell je također dodao da ga živcira licemjerje koje se na mnogo načina pojavilo u organiziranoj religiji. "Mislim da postoji ogromna količina dokaza da stvari trenutno jednostavno ne funkcioniraju. Trebamo naučiti rasti kao ljudi. Kad počneš učiti ljude da je homoseksualnost smrtni grijeh, a velik broj ljudi [koji to propovijedaju] jebu djecu, postoji veliki problem".

### Operacije
Tijekom njegove nezavisne turneje za Degradation Trip prije nego što je sam album bio objavljen, Cantrell je slomio lijevu ruku dok je nakon koncerta u Kentucky Derbyju 3. svibnja 2001. godine igrao američki nogomet. Dok je Cantrell trčao punom brzinom, njegov je tadašnji gitarist Bryan Kehoe također trčao punom brzinom i to prema njemu; Cantrellu je mali prst zapeo u Kehoeovom rukavu. Cantrella su odveli u kliniku za hitne intervencije, ali mu ondje nisu nikako mogli pomoći jer se kost vratila u ruku i bio mu je potreban rekonstrukcijski zahvat, za koji je morao pričekati par tjedana. Cantrell je želio nastaviti turneju te je, iako su ga mučili bolovi, njegova skupina održala svoj prvi koncert kao predgrupa sastavu Cheap Trick u Atlanti, na kojem je Cantrell samo pjevao. Bila su mu potrebna jedna titanijska pločica i četiri vijka kako bi mu se kosti vratile na mjesto. Cantrell je izjavio da je lomljenje dlana bila najgora fizička bol koju je ikad doživio. Zbog ozljede ostatak je Cantrellove samostalne turneje morao biti odgođen. Njegov se prvi nastup nakon operacije održao 1. srpnja 2001. godine u Key Clubu u West Hollywoodu.
Cantrell je dvaput operirao rame. U prosincu 2005. na operaciji lijevog ramena bili su mu odstranjeni ostaci kosti, a hrskavica mu je bila obnovljena. Tijekom razgovora s ESPN.comom 29. studenog 2011. Cantrell je otkrio da je ranije te godine otišao na još jednu operaciju, ovog puta desnog ramena, i da se njegova rehabilitacija bližila kraju. Operacija je odgodila snimanje The Devil Put Dinosaurs Herea jer Cantrell, dok se oporavljao, osam mjeseci nije mogao svirati gitaru. Cantrell je o operaciji rekao: "Ono što me zadržavalo bilo je to što sam imao koštane izraštaje [i] probleme s hrskavicom u ramenima. Isti problem imao sam u drugom ramenu prije otprilike šest godina i sad su mi oba ramena sređena. Ozljeda je nastala zbog stalnih kretnji tijekom sviranja." Dok se oporavljao kod kuće noseći povez preko ramena, Cantrell je u glavi čuo rif pa ga je otpjevao i snimio na mobitel. Rif se kasnije pretvorio u pjesmu "Stone", prvi singl s albuma The Devil Put Dinosaurs Here.

### Zloupotreba opijata
Cantrell je bivši ovisnik i alkoholičar te je trijezan od 2003. godine. MusiCares mu je 2012. godine dodijelio nagradu Stevieja Raya Vaughana za njegovu pomoć ostalim ovisnicima u procesu odvikavanja. Cantrell je u svojem govoru rekao: "Tu sam se u Los Angeles srušio prije skoro devet godina. Sean [Kinney] bio je pred vratima s mojim bratom, stoga sam mogao birati: ili otvoriti vrata i otrijezniti se ili skočiti kroz prozor niz liticu i sletjeti u neki grm s borovnicama. To je bio moj odabir. Srećom, ulovili su me jer nisam nikamo mogao otići, zapeo sam u grmu na dnu litice i krvario te sam završio ovdje. Nisam mislio doći ovdje, ali sam vrlo zahvalan na tome što sam tu, bilo je potrebno mnogo ljudi da mi pomogne doći ovdje. Ovo je bio odličan dan. Sve je tako ogromno. Nesavršen sam kao i svatko drugi. Jednostavno ovih dana više ne pušim marihuanu i ne budim se ujutro kako bih učinio isto. Mnogo ljudi ustane i dignu se kad padnu. Neki ljudi ne dobiju takvu priliku. Moj je sastav grubi primjer toga – onoga što se dogodi kad se ne suočiš s time." Cantrell i njegovi kolege iz Alice in Chainsa odsvirali su pet pjesama na dodjeli nagrada i Cantrell je izjavio: "Doista nam nedostaju Layne [Staley] i Mike [Starr] i nosimo ih u svojim srcima".

### Filantropija
Cantrell već mnogo godina podržava zakladu MusiCares, koja pomaže glazbenicima koji se bore s ovisnošću, kao i financijskim i zdravstvenim problemima. Također podržava Road Recovery, organizaciju posvećenu pomaganju mladim ljudima koji se bore s ovisnostima.
Cantrell i njegov tadašnji sastav Cardboard Vampyres 12. su travnja 2004. održali dobrotvorni koncert za Sweet Relief, neprofitnu organizaciju koja pomaže pokriti medicinske troškove siromašnim glazbenicima. Cantrell je 10. studenog 2004. bio jedan od glazbenika koji su održali kratki akustični koncert kako bi pripomogli zakladi Help the Homeless u Hollywoodu, Kaliforniji.
Godine 2007. Cantrell je stavio na aukciju nekoliko svojih omiljenih odjevnih predmeta iz ključnih trenutaka njegove karijere kako bi pripomogao MusiCaresu i zakladi Layne Staley Fund, od kojih potonja pruža pomoć i tretman ovisnicima o heroinu na Seattleovoj glazbenoj sceni.
Od 2009. godine Cantrell vodi Alice in Chains & Friends Charity Fantasy Football League. Svaki sudionik stavlja neki svoj predmet na internetsku aukciju te sav prihod odlazi zakladi koju izabire prvak lige. Cantrell je osnovao ligu kako bi spojio svoju ljubav prema virtualnom nogometu s pomaganjem korisnom cilju. Cantrell je prvi put postao prvak lige 2016. godine, a 2017. je odlučio donirati prihod MusiCaresu u počast Chrisu Cornellu te Music for Reliefu u počast Chesteru Benningtonu. Oba su glazbenika preminula 2017. godine. Godine 2018. Cantrell je trofej lige nazvao po svojem prijatelju Vinnieju Paulu, koji je nedavno bio umro.
Cantrell je 15. svibnja 2015. održao nastup na drugom godišnjem koncertu Acoustic-4-A-Cure kako bi pripomogao programu Pediatric Cancer Program na Kalifornijskom sveučilištu u San Franciscu.
Cantrell podržava St. Jude Children's Research Hospital te je nastupao na dobrotvornim koncertima i golfskim turnejama kako bi prikupio sredstva za bolnicu koja liječi djecu s rakom.
Cantrell i njegovi kolege iz Alice in Chains na svojim koncertima nude posebna mjesta za veterane iz zaklade Operation Ward 57, zaklade za ranjene vojnike.
Alice in Chains 2015. je godine donirao dva dolara od svake unaprijed prodane karte na svojoj ljetnoj turneji kako bi pomogao obitelji obožavatelja Stefana Dayne-Anklea, koji je preminuo nakon bitke s leukemijom.
Cantrell također podržava Music for Relief, Autism Speaks, Rock Against MS Foundation i zakladu Los Angeles Police Memorial Foundation.

## Filmografija
| Godina | Naslov         | Uloga                           | Bilješke    |
| ------ | -------------- | ------------------------------- | ----------- |
| 1992.  | Samci          | On sam                          |             |
| 1995.  | The Nona Tapes | Nona Weisbaum                   | Kratki film |
| 1996.  | Jerry Maguire  | Isus iz CopyMata                |             |
| 2009.  | Rock Slyde     | Jerry                           |             |
| 2013.  | AIC 23         | Donnie "Skeeter" Dollarhide Jr. | Kratki film |
| 2018.  | Dad Band       | Terry                           | Kratki film |

## Diskografija
| Studijski albumi s Alice in Chainsom - Facelift (1990.) - Dirt (1992.) - Alice in Chains (1995.) - Black Gives Way to Blue (2009.) - The Devil Put Dinosaurs Here (2013.) - Rainier Fog (2018.) | Samostalni studijski albumi - Boggy Depot (1998.) - Degradation Trip (2002.) - Degradation Trip Volumes 1 & 2 (2002.) - Brighten (2021.) - I Want Blood (2024.) |